# ムハンマド・ビン・トゥグルク
ムハンマド・ビン・トゥグルク（Muhammad bin Tughluk, ？ - 1351年3月20日）は、インド北部（一時的にインド全土）を支配したトゥグルク朝の第2代スルターン（在位：1325年 - 1351年）。父王時代にはウルグ・ハーン（Ulguh Khān）、あるいはウールー・ハーン（Ūlū Khān）と呼ばれた。

## 生涯
初代君主・ギヤースッディーン・トゥグルクの子。父と共に多くの戦場に参加し、有能な軍人として名を馳せた。父が1325年に不慮の事故により崩御すると、後継者として即位する。
だが、英主と知られた父の崩御は敵国を蠢動させ、1327年にはチャガタイ・ハン国軍が来襲する。この来襲ではデリー北部にまで侵食されるほどの大事となったが、ジェーラムの戦いでチャガタイ・ハン国を撃破し、さらにこれに呼応した周辺諸国をも滅ぼした上、現在のアフガニスタンやカズニー地方まで勢力を拡大するという快挙を行なった。
1329-30年と37-38年にはヒマラヤ遠征も行なわれた。第一回目の遠征はヒマラヤ山脈を越えてチベットまで遠征し、第二回目は現インドのインドヒマーチャル・プラデーシュ州カングラへ向けて遠征し、スルタンの権力基盤である多くのマムルーク軍人を失った。
その後、一族や重臣の諫言を無視してデカン高原の西にあるデーヴァギリ（遷都後にダウラターバードに改名）に遷都を強行する。さらに通貨改革を実行して逆に偽造通貨が流行して物価の大混乱を招いて失敗した。1334年には周囲の反対が根強かったためにデリーに還都するが、数年にわたって中心地で無くなったデリーはすっかり荒廃しており、この復興に相当の資金をかけることになった。また、どれだけ本気だったのかは不明だが、ホラーサーン地方に対する遠征を計画している。
このように、数々の内政での失敗と、大成功はしたが大規模な軍事行動による軍費の増大は、財政難と人心の離反を招き、新たな支配地での領主らの反乱を招いた。1336年にはサンガマ朝のハリハラとブッカによるヴィジャヤナガル王国の独立、1347年にデカン高原のグルバルガでアフガン人傭兵出身の地方長官であるアラー・ウッディーン・ハサンが独立してバフマニー朝を建てるに及んで、デカン地方から南インドの版図を失うことになった。
ムハンマドはこれらの反乱を鎮圧するために遠征を繰り返したが、これがかえってさらなる財政難を招く。また、窮余の一策として農地改革を行なったが、これも飢饉が起こり、かえって生産力低下を招くという体たらくとなった。
1351年、反乱鎮圧で遠征していたときに陣中で崩御した。従弟のフィールーズ・シャー・トゥグルクが後を継いだ。

## エピソード
- 史料ではムハンマドのことを「天才か狂人か」と評している。

## 外交政策
マムルーク朝の庇護下にあったカリフに使節を送り、カリフの代理統治権の承認を得ようとした（使節は1329年と43年の二度送られ、第一回目は失敗し、第二回目はカリフからの答礼使節がデリーに到着した）。マムルーク朝時代の史家イブン・ハジャル（ibn Ḥajar)によると、東アフリカのマクダシューフ（現モガディシュ）やサランディーブ（現スリランカ）でも金曜モスクでの説教の際、彼の名が唱えられていたという。